# Саку (комуна)
Саку (рум. Sacu) — комуна у повіті Караш-Северін в Румунії. До складу комуни входять такі села (дані про населення за 2002 рік):
- Саку (932 особи)
- Селбеджелу-Ноу (259 осіб)
- Тінкова (490 осіб)

Комуна розташована на відстані 337 км на північний захід від Бухареста, 34 км на північний схід від Решиці, 72 км на схід від Тімішоари.

## Населення
За даними перепису населення 2002 року у комуні проживала 1681 особа.
Національний склад населення комуни:
| Національність | Кількість осіб | Відсоток |
| -------------- | -------------- | -------- |
| румуни         | 1432           | 85,2%    |
| українці       | 215            | 12,8%    |
| німці          | 20             | 1,2%     |
| угорці         | 14             | 0,8%     |

Рідною мовою назвали:
| Мова       | Кількість осіб | Відсоток |
| ---------- | -------------- | -------- |
| румунська  | 1445           | 86,0%    |
| українська | 209            | 12,4%    |
| німецька   | 16             | 1,0%     |
| угорська   | 11             | 0,7%     |

Склад населення комуни за віросповіданням:
| Релігія            | Кількість осіб | Відсоток |
| ------------------ | -------------- | -------- |
| православні        | 1366           | 81,3%    |
| п'ятдесятники      | 223            | 13,3%    |
| баптисти           | 36             | 2,1%     |
| римо-католики      | 29             | 1,7%     |
| бретрени           | 10             | 0,6%     |
| реформати          | 1              | 0,1%     |
| греко-католики     | 1              | 0,1%     |
| адвентисти         | 1              | 0,1%     |
| не вказали релігію | 7              | 0,4%     |